# Simpsonella squamifera
Simpsonella squamifera är en korallart som först beskrevs av Kükenthal 1919.  Simpsonella squamifera ingår i släktet Simpsonella och familjen Chrysogorgiidae. Inga underarter finns listade i Catalogue of Life.